# Forest City (Florida)
Forest City ist  ein census-designated place (CDP) im Seminole County im US-Bundesstaat Florida. Das U.S. Census Bureau hat bei der Volkszählung 2020 eine Einwohnerzahl von 14.623 ermittelt.

## Geographie
Forest City grenzt direkt an die Städte Altamonte Springs (Osten) und Apopka (Westen, Orange County) und liegt rund 25 km südwestlich von Sanford sowie etwa 10 km nördlich von Orlando. Der CDP wird vom U.S. Highway 441 sowie von der Florida State Road 436 durchquert. Die Florida Central Railroad operiert im Frachtverkehr von hier nach Winter Garden, nach Orlando sowie bis nach Sorrento und Umatilla.

## Demographische Daten
Laut der Volkszählung 2010 verteilten sich die damaligen 13.854 Einwohner auf 5726 Haushalte. Die Bevölkerungsdichte lag bei 1248,1 Einw./km². 79,2 % der Bevölkerung bezeichneten sich als Weiße, 8,0 % als Afroamerikaner, 0,2 % als Indianer und 4,3 % als Asian Americans. 5,2 % gaben die Angehörigkeit zu einer anderen Ethnie und 3,1 % zu mehreren Ethnien an. 24,4 % der Bevölkerung bestand aus Hispanics oder Latinos.
Im Jahr 2010 lebten in 36,0 % aller Haushalte Kinder unter 18 Jahren sowie 22,8 % aller Haushalte Personen mit mindestens 65 Jahren. 69,6 % der Haushalte waren Familienhaushalte (bestehend aus verheirateten Paaren mit oder ohne Nachkommen bzw. einem Elternteil mit Nachkomme). Die durchschnittliche Größe eines Haushalts lag bei 2,63 Personen und die durchschnittliche Familiengröße bei 3,10 Personen.
26,3 % der Bevölkerung waren jünger als 20 Jahre, 25,0 % waren 20 bis 39 Jahre alt, 31,1 % waren 40 bis 59 Jahre alt und 17,7 % waren mindestens 60 Jahre alt. Das mittlere Alter betrug 39 Jahre. 48,5 % der Bevölkerung waren männlich und 51,5 % weiblich.
Das durchschnittliche Jahreseinkommen lag bei 54.493 $, dabei lebten 11,4 % der Bevölkerung unter der Armutsgrenze.
Im Jahr 2000 war Englisch die Muttersprache von 81,48 % der Bevölkerung, Spanisch sprachen 15,69 % und 2,83 % hatten eine andere Muttersprache.